# Långhög
Långhögar var ett av de första gravskicken i Norden under tidigneolitikum mellan åren 4000 f.Kr. och 3600 f.Kr. Till skillnad från vanliga gravhögar har de en avlång eller oval form och varierar i storlek. De är ofta låga, 1–2 meter höga, och varierar i längd från 20 meter till mer än 100 meter. De byggdes ofta av timmer och jord.